# La gatita Poppy
La Gatita Poppy (La Gata Lupe en España) es una serie animada basada en los libros de Lara Jones, el primero de los cuales se escribió en 2003. Fue producida por King Rollo Films, Coolabi y Cake Entertainment y se retransmitió en Nick Jr. en Reino Unido, Disney Junior en Latinoamérica y España, NBC y PBS Kids Sprout en Estados Unidos, Aprende TV en México y Clan (canal de televisión) en España.

## Personajes

### Principales
- Poppy (Lupe en España) es la protagonista de la serie y de los libros, es una gatita naranja que es mascota de Lara; a ella le encanta explorar aventuras en carro, avión, submarino, cohete espacial, casa rodante, carruaje de caballo o barco y tiene 5 amigos. A Poppy le gusta jugar con ellos.

- Zuzu (Guau en Latinoamérica) es un perro de la raza dálmata; es amiga de Poppy, Alma, Mo, Hugo y Egbert. Siempre juega con ellos, pasea en skate y también explora.

- Alma es una conejita de color blanco y rosa, amiga de Poppy, Guau, Mo, Hugo y Egbert. Tiene un primo llamado Chester y le gustan las cosas bonitas como joyas, collares, etc. Le gusta cantar.

- Mo es un ratoncito de color amarillo, tiene camiseta de rayas rojas y verdes, él tiene miedo a los monstruos, animales grandes, etc. Se divierte con sus amigos y también le gusta cantar.

- Owl (Hugo en Latinoamérica y Búho en España) es un búho de color café que es inteligente y es amigo de Poppy, Guau, Alma, Mo y Egbert. Vive por detrás de Poppy en un árbol con su nido.

- Egbert es un tejón gris que no le gusta divertirse con sus amigos; él es maestro del disfraz que el quiere interrumpir con sus amigos que no le descubran.

### Secundarios
- Gilda es una paloma gris que tiene ojos desformados y es amiga de Poppy, Guau, Alma, Mo y Hugo, no conoce a Egbert.

- Gato Cohete es un gato superhéroe intergaláctico.

- Lara es una niña que es dueña de Poppy y que le cuenta cuentos.

- Mamá de Lara es una mamá que no se muestra la imagen, solo le grita a Lara que va a comer, irse a pasear etc., desde el principio y al final del episodio.

- Mamá ave torpe es una ave muy torpe que apareció en el episodio Ave Torpe

- Bebés aves torpes son los hijos de ave torpe que también apareció en este episodio.

- Simón
- Profesor Cacahuete

## Reparto
| Personaje | Actor de Voz (original) | Actor de Voz    | Actor de Doblaje   |
| --------- | ----------------------- | --------------- | ------------------ |
| Poppy     | Joanna Page             | Alicyn Packard  | Stefany Villarroel |
| Guau      | Joanna Ruiz             | Danny Katiana   | Fernando Márquez   |
| Alma      | Nicole Hornet           | Stephanie Darcy | Lileana Chacón     |
| Mo        | Charlie Cameron         | Katie Leigh     | Karina Parra       |
| Hugo      | Chris Neill             | Donald King     | Rolman Bastidas    |
| Egbert    | Cake Charles            |                 | Jhonny Torres      |

### Voces adicionales
- Reinaldo Rojas
- Ledner Belisario
- Stephanie Padrón